# Pusztai róka
A pusztai róka vagy korzak (Vulpes corsac) egy közepes méretű rókafaj, amely Közép-Ázsia és Mongólia sztyeppéin, félsivatagaiban és sivatagaiban él. 

## Testalkata

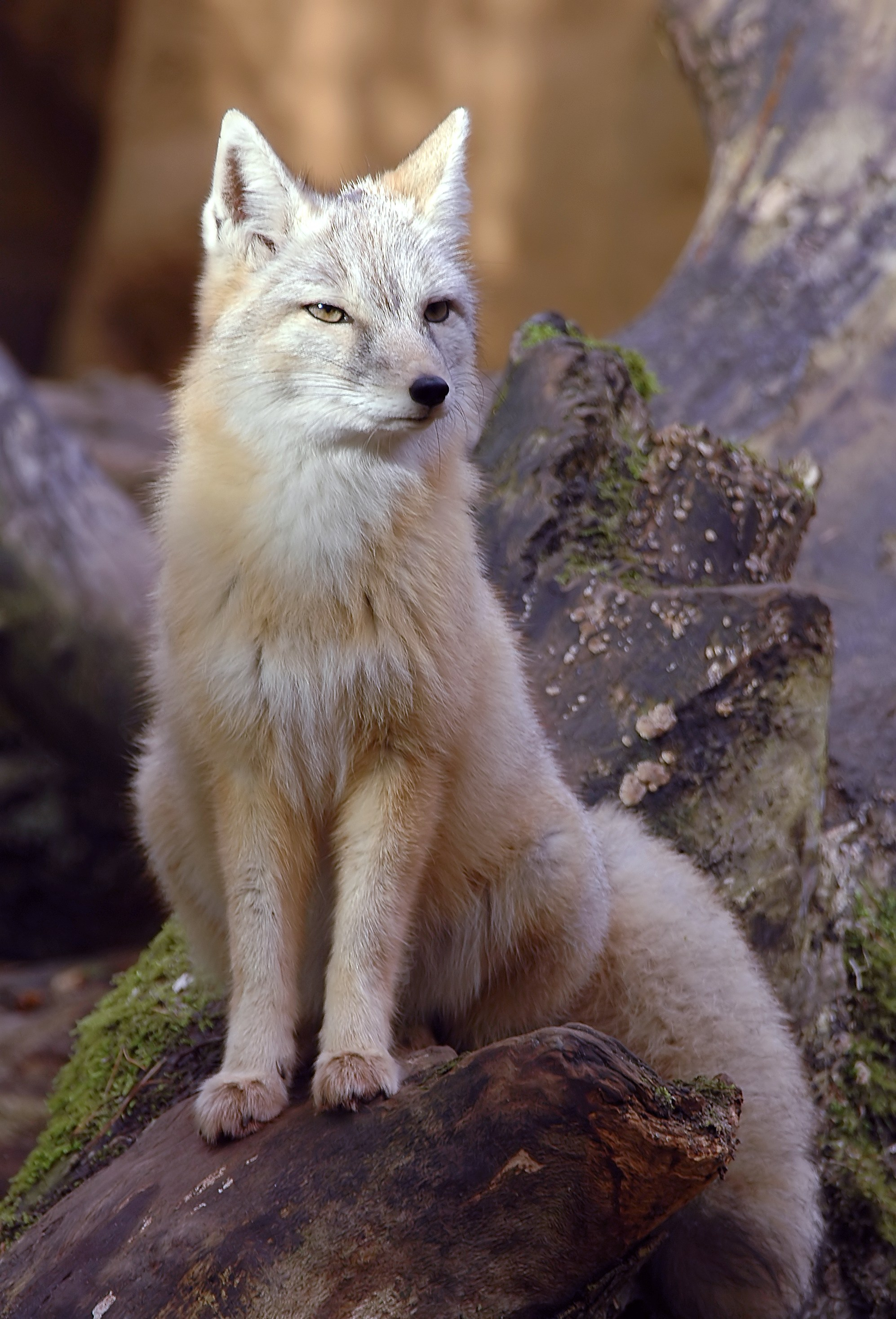
Pusztai róka a hollandiai Amersfoort állatkertjében

A pusztai róka testhossza kb. 65–100 cm, amiből a farka egyharmadnyit, 20–35 cm-t tesz ki. A felnőtt állatok testsúlya 1,6-3,2 kg között lehet, a hímek valamivel nagyobb termetűek. Testalkata hasonlít a vörös rókáéra, de fülei nagyobbak, lábai pedig hosszabbak. Szőre szürkéssárga színű, a pofáján, nyakán és mellkasán világosabb foltokkal. A farka vége sötét. Téli bundája sűrűbb és selymesebb, inkább szalmasárga-szürke színű és a gerincén sötétebb sáv fut végig. Járomcsontja széles, pofája rövid, hegyesedő.
Látása jó, hallása és szaglása kiváló. Mancsain, pofáján, a farka tövén, valamint a végbélnyílás mellett bűzmirigyei vannak. Vadászat közben vagy a riválisok fenyegetésére ugató hangot használ, vészjelzése magas hangú csaholás. 

## Elterjedése
A pusztai rókák Közép- és Északkelet-Ázsia sztyeppéin, félsivatagaiban és sivatagaiban élnek. Az Észak-Kaukázustól egészen Kína északkeleti részéig, észak-déli irányban Afganisztántól az Urál-hegység déli részéig előfordulnak. Három alfajuk ismert:
Vulpes corsac corsac - Észak-Kazahsztán, Dél-Szibéria
V. c. kalmykorum - Észak-Üzbegisztán, Kaukázus
V. c. turkmenicus - Dél-Üzbegisztán, Türkmenisztán, Mongólia és Kína
A korzak a nyílt pusztát, síkságot kedveli, a sűrű növényzetű és hegyvidékeket elkerüli, csakúgy mint a homokdűnéket és az olyan tájakat ahol 15 cm-nél mélyebb hó esett. A településeket és az ember környezetét kerüli.

## Életmódja és viselkedése
Mint a sivatagban, félsivatagban élő állatok általában, a pusztai róka kevés vizet igényel, azt is főleg a táplálékából szerzi be. Elsősorban rovarokat és kisemlősöket eszik: egereket, pockokat, hörcsögöket, ugróegereket és földimókusokat. Időnként elkaphat egy-egy nyulat, de megeszi a dögöt is. A fölös zsákmányt elrejti. Bár túlnyomórészt húsevő, esetenként gyümölcsöket és egyéb növényi részeket is eszik, különösen ha kevés zsákmányállatot talál. A korzakra farkasok, sasok, ölyvek és nagyobb termetű baglyok vadászhatnak.
A pusztai róka éjjel vadászik és kóborló életmódot folytat, nincsen védett territóriuma. A többi rókafélétől eltérően, időnként falkában is jár. Mivel a mély hóban nem tud vadászni, kemény tél idején vagy a vackában húzza meg magát, vagy délebbre vándorol(akár 300-t is). Megfigyelték, hogy ilyenkor követi az antilopcsordákat hogy a könnyebb haladásra kihasználja az általuk letaposott havat.
A róka üregekben bújik meg az időjárás viszontagságai és a nagyobb ragadozók elől. Bár maga is képes kisebb vackot kaparni, többnyire inkább más állatok, mormoták, földimókusok vagy borzok üregeit sajátítja ki. Üregeinek több bejárata is lehet, de egy méternél ritkán mélyebbek. A falka tagjai megosztják a rókavárat és több vackot és összekötő járatokat alakíthatnak ki.

## Szaporodása

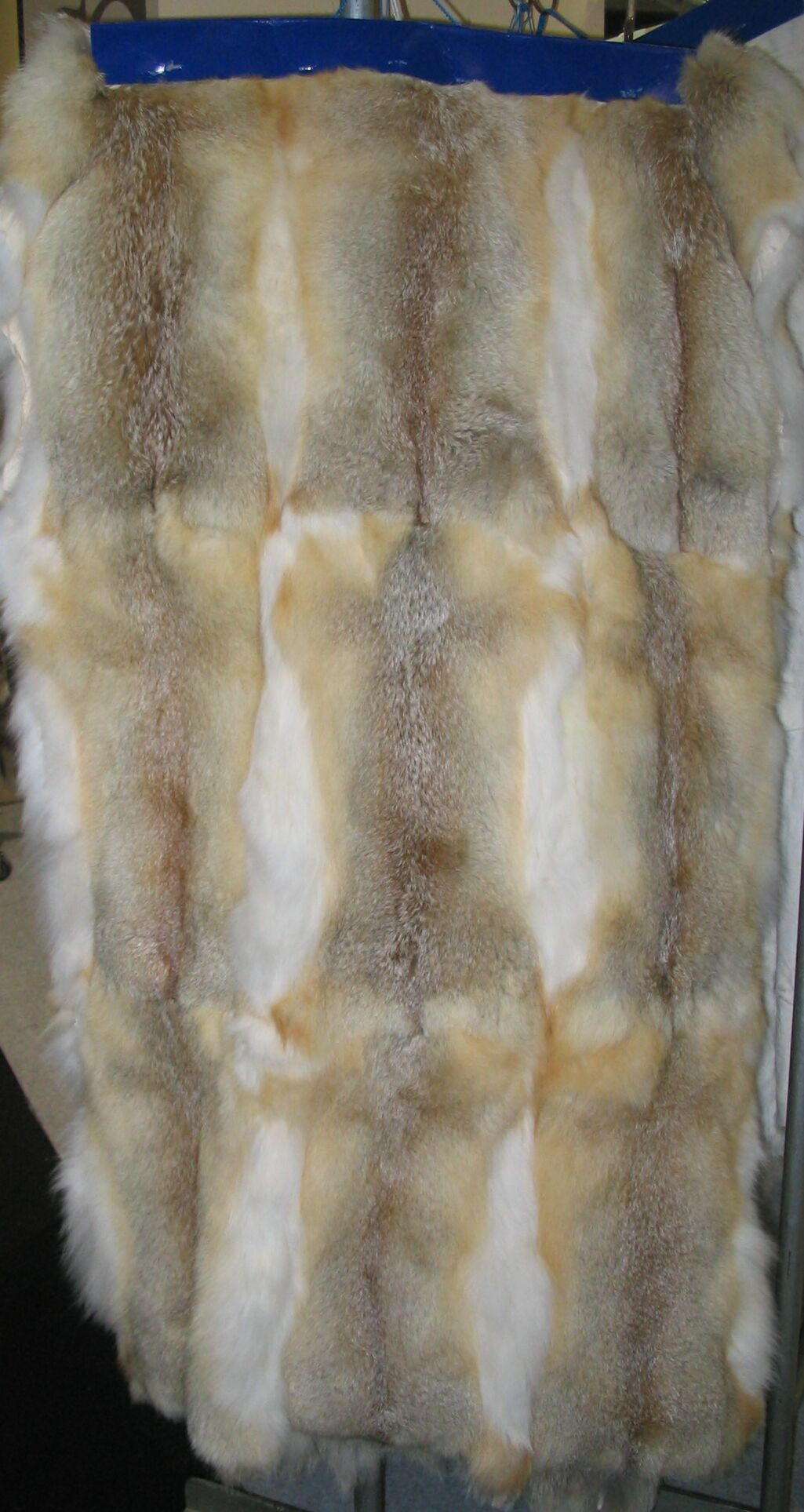
Mongóliai rókaprémek

Párzási időszaka januártól márciusig tart. A hímek megküzdenek a nőstényekkel, ám később ezekkel monogám köteléket alakítanak ki és segítenek a kölykök felnevelésében. A nőstény egy szülőodúba kölykezik amit más nőstényekkel is megoszthat, de a későbbiekben jellemzően többször is költözteti kicsinyeit. 52-60 napnyi vemhesség után kettő-hat rókakölyök születik. Az újszülöttek súlya 60 g, világosbarna, bolyhos bundájuk idővel kisárgul. Vakon születnek, körülbelül kéthetesen nyílik ki a szemük, négyhetesen kezdenek el húst enni és nem sokkal ezután már kimerészkednek az üregből. 9-10 hónaposan érik el az ivarérettséget és életük második évében már szaporodnak. A vadon élő rókák élettartama kb 9 év.

## Evolúciója
A pusztai róka az Eurázsiában és Észak-Amerikában elterjedt Vulpes nembe tartozik, akárcsak a vörös róka, a kitróka vagy a sarki róka. Legközelebbi rokona a tibeti róka. A korzak közvetlen őse feltehetően a mára kihalt Vulpes praecorsac, amely Közép-Európában élt a kora pleisztocénben; nyugaton egészen Svájcig, délen a Krím-félszigetig fordult elő.

## Fenyegetettsége
A pusztai rókát elsősorban az orvvadászat fenyegeti. Nem fut túlságosan gyorsan és a vadászok könnyen elfoghatják, azért populációja egyes területeken megfogyatkozott. A 19. század végén évente tízezer rókaprémet adtak el. Ennek ellenére általánosságban a pusztai rókát nem fenyegeti veszély, ami annak is köszönhető, hogy élőhelyein továbbra is alacsony maradt a népsűrűség. A Természetvédelmi Világszövetség 2008-ban vette fel a Vörös Listára, mint nem fenyegetett fajt. 

## Érdekességek
Karcag városának neve kun személynévből ered, mely a korzakra, a pusztai rókára utal.

## Fordítás
- Ez a szócikk részben vagy egészben  a   Corsac fox című angol Wikipédia-szócikk ezen változatának fordításán alapul.  Az eredeti cikk szerkesztőit annak laptörténete sorolja fel. Ez a jelzés csupán a megfogalmazás eredetét és a szerzői jogokat jelzi, nem szolgál a cikkben szereplő információk forrásmegjelöléseként.